# María Elena León
María Elena León Molinet (Santa Clara, 7 aprile 1967) è un'ex cestista cubana.

## Carriera
Con Cuba ha disputato tre edizioni dei Giochi olimpici (Barcellona 1992, Atlanta 1996, Sydney 2000), cinque dei Campionati mondiali (1986, 1990, 1994, 1998, 2002) e due dei Campionati americani (1993, 2001).